# Anthostella badia
Anthostella badia är en havsanemonart som först beskrevs av Oscar Henrik Carlgren 1900.  Anthostella badia ingår i släktet Anthostella och familjen Actiniidae. Inga underarter finns listade i Catalogue of Life.